# Engraulicypris sardella
Espèce
Synonymes
- Barilius sardella Günther, 1868[2]
- Engraulicypris pinguis Günther, 1894[2]

Statut de conservation UICN

 LC  : Préoccupation mineure
Engraulicypris sardella (Lake Malawi sardine ou Lake sardine en anglais) est une espèce de poissons appartenant à la famille des Cyprinidés.

## Répartition
Engraulicypris sardella se rencontre dans les lacs Malawi et Malombe ainsi que dans la partie amont de la Shire. Son aire de répartition s'étend au Malawi, au Mozambique et à la Tanzanie.

## Description
La taille maximale connue pour Engraulicypris sardella est de 130 mm mais sa taille moyenne est d'environ 100 mm.
Engraulicypris sardella se nourrit de zooplancton et a pour prédateurs d'autres espèces de poissons dont des Cichlidae (Rhamphochromis longiceps ou d'autres espèces de ce genre, mais aussi Diplotaxodon limnothrissa), des Bagridae (Bagrus meridionalis) ou encore des Cyprinidae du genre Opsaridium.
Cette espèce se reproduit tout au long de l'année et sa population varie au gré de la disponibilité en zooplancton.
C'est l'une des espèces pélagiques du lac Malawi, au même titre que certains Cichlidae (notamment du genre Haplochromis qui représentent à eux seuls environ 90 % de la biomasse pélagique). Se retrouvent également dans cet étage pélagique des Clariidae (du genre Dinotopterus) et des Mochokidae (Synodontis njassae).

## Publication originale
- Günther, 1868 : Catalogue of the fishes in the British Museum. Catalogue of the Physostomi, containing the families Heteropygii, Cyprinidae, Gonorhynchidae, Hyodontidae, Osteoglossidae, Clupeidae, Halosauridae, in the collection of the British Museum. vol. 7, p. 1-512 (texte intégral).